# Axel Urup (1601-1671)
 For alternative betydninger, se Axel Urup. (Se også artikler, som begynder med Axel Urup)
Axel Urup (født 13. september 1601 på Vapnø, Halland, død 15. marts 1671 i København) var en dansk rigsråd, ingeniør og general.
Han var en søn af Axel Urup til Vognø (Vapnø) i Halland og Helle Jørgensdatter Marsvin. Faderen var allerede død i marts samme år, og moderen ægtede 2 år efter Jacob Beck til Gladsaxe. Sønnen opdroges dog hjemme til 1621, da han drog på udenlandsrejse.
Denne synes straks at have haft en militær karakter, i det han 1622 deltog i nederlændernes forsvar af fæstningen Bergen op Zoom; inden årets udgang blev han dog indskrevet ved Leidens universitet, rejste 1623 over Brüssel til England og Frankrig og tog derpå til Italien, hvor han 1624 var i Siena og 1625 i Padua.
Hjemkommen 1626 deltog han i Christian 4s krig i Tyskland som fændrik og derefter som løjtnant ved oberstløjtnant Enevold Kruses danske regiment, men blev fanget ved Lutter am Barenberg. Snart efter blev han dog løsladt og fik 1627 bestalling som ingeniør. Efter freden 1629 rejste han atter i krigstjeneste til Nederlandene, deltog i belejringen af Hertogenbosch og blev oberstløjtnant under den danske oberst Holger Rosenkrantz, men da han tog til Danmark i et ærinde for denne, fik Christian 4 ham bevæget til at blive her.
Opmærksomheden var henledt på ham, bag hvis uanselige, lidt dværgagtige skikkelse man mente at finde et ved studier og erfaring udviklet militært og især fortifikatorisk talent, som landet kunne drage fordel af nu, hvor det gjaldt at sikre grænserne bedre end tidligere.
Han blev også oberstløjtnant og udsås 1630 til at afstikke en fæstning i Koldinghus Len; af denne blev dog foreløbig intet. Derimod blev det ham, der blev hovedmanden for anlægget af Christianspris fra 1631, og han forlenedes fra 1635 med denne fæstning som dens guvernør og Rigens Ingeniør. Under rustningerne 1638 hvervede han et regiment tyske knægte, var 1639 med kongen ved Snoghøj for at udse plads til en fæstning og 1641 krigsråd i lejren ved Fulsbüttel. Uheldigvis kom hans værk Christianspris imidlertid ikke til at stå sin prøve, da det gjaldt, ved Torstensons indfald i december 1643.
Fæstningen var endnu ikke fuldstændig færdig og garnisonen tilmed utilstrækkelig; følgen blev, at den øjeblikkelig blev taget og Axel Urup gjort til fange; han frigaves dog på æresord og tog ophold i Lübeck indtil freden 1645. Efter denne blev han atter kommandant i Christianspris indtil fæstningens nedlæggelse 1648, da han fik Christianopel Len i stedet. Andre større opgaver bleve ham dog tiltænkte.
1646 blev han medlem af en kommission til undersøgelse af fæstningspladser i Jylland, men hovedsagen blev, at det 1647 overdroges ham at lede udvidelsen af Københavns Befæstning, et formål, hvorpå han i de følgende år satte betydelig kraft ind. Efter 1648 at være blevet ridder fik han også 1651 Københavns Len og blev 1653 oberst over et sjællandsk regiment fodfolk. Han blev i hovedstaden under pesten 1654, fik tilsynet med byen under rigshofmesteren Joachim Gersdorffs fraværelse og fuldførte det 1647 afbrændte Tøjhuses genopbygning. 1655 blev han medlem af Rigsrådet og fik så Stege Len i stedet for Københavns; 1656 fulgte han prins Christian til hyldingen i Norge.
Da krigen med Sverige forberedtes 1657, blev han i februar udnævnt til højstbefalende i Skåne, fik Malmøhus Len og hvervede et regiment. Men felttoget her ovre indbragte ham ikke laurbær. Han havde kun fået mangelfulde ordrer, havde tilmed et ufærdigt artilleri og en utilstrækkelig hær, vovede derfor ikke at rykke over grænsen og var desuden uenig med sin næstkommanderende Ulrik Christian Gyldenløve. Han blev forjaget af fjenden fra Engelholm, og da han noget senere på kongens ordre forsøgte et indfald i Halland, led han et nederlag ved Genevads bro 31. august og måtte trække sig tilbage over grænsen.
Fra dette øjeblik skabtes der i visse kredse en misfornøjelse med, ja en mistillid til ham ligesom til de andre adelige hærførere. Ved efterårets frembrud fik han ordre til at fordele sine tropper i vinterkvarter og gik selv til Sjælland. I januar 1658 blev han medlem af det da oprettede krigsråd, fik efter Skånes afståelse Dalum Kloster til len og forhandlede fra slutningen af marts sammen med Peder Reedtz med de svenske gesandter om fredens fortolkning.
Ved den nye krigs udbrud ledsagede han i august oberst Poul Beenfeldt til hans post som Kommandant af Kronborg og vendte derefter tilbage for at tage del i Københavns forsvar. Dette gik imidlertid ikke af uden store fortrædeligheder for ham. Han skal have ivret mod de talrige udfald ved belejringens begyndelse og ville have tropperne skånede, indtil en storm gik for sig. '
Herved kom den tidligere mistillid til ham frem på ny i voldsom form; der lød hånsord imod ham på gaderne og på volden, ja endog beskyldninger for landsforræderi. Som bitter fjende havde han også nu Ulrik Christian Gyldenløve, og da han en dag søgte at formå kongen til ikke at udsætte sit liv for meget, kom det til et heftigt sammenstød med kongesønnen og til en udfordring. Urup klagede nu til Frederik 3. og bad ham tage sig i sin beskyttelse, hvilket denne også gjorde efter mellemkomst af Rigsrådet, der forlangte ham hævdet i hans værdighed for hele rådets skyld.
Senere synes dog bitterheden imod ham at have tabt sig, han var ved kongens side Stormnatten 11. februar 1659, og i marts 1660 blev han en af kommissarierne ved fredsforhandlingerne med de svenske befuldmægtigede i teltene uden for København. På stændermødet 1660 spillede han, der kort før havde fået Odense
St. Knuds Kloster i stedet for Dalum, ikke nogen fremtrædende rolle; efter statsforandringen aflagde han ny rådsed i november. Men som tilfældet var med de fleste andre rigsråder, var hans indflydelse dog nu forbi, han følte sig krænket ved den ny rangforordning 1662 og truede endog med at drage til Skåne.
Rimeligvis har han også med bitterhed set, at Kastellets anlæg ikke blev overdraget til ham som den gamle ingeniør, men til udlændingen Henrik Ruse, der endda en gang nægtede ham adgang til det; dog fik han den tilfredsstillelse, at han både 1664 og 1666 blev medlem af kommissioner til at syne det. Som medlem af Højesteret afgav han 1663 et afvigende votum ved dommen over Corfitz Ulfeldt, hvori han gjorde indsigelser imod, at den anklagede ikke var stævnet. Han døde i 1671 som sin slægts sidste Mand.
Han skrev sig til Bæltebjerg og Hviderød i Skåne. 10. maj 1635 havde han ægtet Sidsel Knudsdatter Grubbe, der overlevede ham til 19. marts 1691. De havde ingen børn, men opdrog mange adelige unge mænd og piger i deres hjem.